# Плошевський Владислав-Казимир
Плошевський Владислав-Казимир (*29 січня 1853 — †1892) — український актор і театральний художник. За національністю поляк.
Сценічну діяльність розпочав 1873 в Львівському польському театрі під керівництвом К. Круліковського.
З 1874 працював у Львовському українському театрі товариства «Руська бесіда».
Грав в драмі, комедії і опереті, але в повній мірі розкрив талант в трагедії.
Плошевський першим створив на українській сцені образ Франца Моора («Розбійники»).
Інші ролі:
- Хлопов («Ревізор»),
- Фуяркевич («Открытый дом» Балупкого),
- Гаспар («Корневильські дзвони» Планкета).